# Миодраг Гмитровић
Др Миодраг Гмитровић (Ниш, 11. април 1943) редовни професор Електронског факултета Универзитета у Нишу на Катедри за телекомуникације, стручњак за анализу и синтезу електричних кола са аналогним и таласним дигиталним елементима са концентрисаним и расподељеним параметрима.